# エマニュエル・アデバヨール
シェイ・エマニュエル・アデバヨール（Sheyi Emmanuel Adebayor, 1984年2月26日 - ）は、トーゴ・ロメ出身の元サッカー選手。元トーゴ代表。ポジションはフォワード。

## クラブ経歴

### FCメス
トーゴでプロサッカー選手を志し、U-15レベルでの国際大会を経験すると、多くのアフリカ系サッカー選手の所属するフランスのリーグ・アンへの挑戦を決意し、1999年にFCメスに入団。その後2年間ユースチームで練習を積み、2000年7月8日には2002 FIFAワールドカップ予選の対ザンビア代表戦で、16歳にしてトーゴ代表デビューを果たしている。
リーグアンのデビューを果たしたのは2001-02シーズン。このシーズンは9試合に出場し2ゴールを記録したがチームは2部への降格が決定。2部でのプレーとなった2002-03シーズンはチームのエースストライカーとして35試合の出場で26得点を記録した。シーズン終了後、2003年8月1日にASモナコに移籍した。

### ASモナコ
2003-04シーズン、チームはスペイン代表フェルナンド・モリエンテス、クロアチア代表ダド・プルショ、コンゴ代表シャバニ・ノンダ等代表クラスのフォワードを揃えていた。この年のモナコはチャンピオンズリーグで決勝まで進出する快進撃を見せたためローテーションを採用しており、特にモリエンテス（同シーズンチャンピオンズリーグ得点王）やプルショがチャンピオンズリーグに重きを置かれ起用されたため、リーグ戦31試合出場で18ゴールを記録している。チャンピオンズリーグではFCポルトに敗れはしたものの、チームは準優勝した。同大会では9試合に出場、5ゴールだった。
2004-05シーズン、モリエンテスがレアル・マドリード、プルショがレンジャーズFCにそれぞれレンタル復帰・移籍した。リーグでは35試合に出場し9ゴールを挙げチームは年間第3位の成績を挙げた。
2005-06シーズン、引き続きチームのエースストライカーとしてプレーを続けたが、シーズン途中でフロントとの関係が悪化していたデシャンが監督を辞任。アーセナルFCの監督アーセン・ベンゲルがオファーを出し、2006年1月13日に両チーム間で移籍が合意に至った。移籍金は700万ポンド。このシーズン、モナコでは13試合に出場し9ゴールだった。

### アーセナル

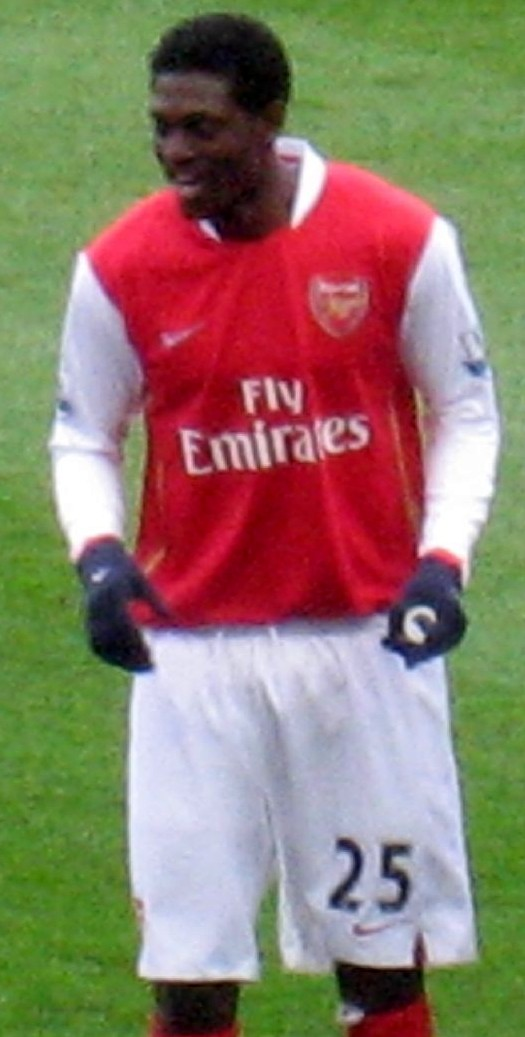
アーセナル時代のアデバヨール

かねてより憧れの選手であったヌワンコ・カヌ（元ナイジェリア代表FW）が在籍したチームへの移籍が実現し、背番号はカヌが着けていた25を迷わず選択。プレミアデビューとなった2月4日の対バーミンガム・シティFC戦で早速得点を記録。12試合に出場し4ゴール4アシストの成績を残した。このシーズンもチャンピオンズリーグでチームは優勝を果たせず、準優勝に終った。
2006-07シーズンは長くチームを牽引してきたデニス・ベルカンプが引退、ホセ・アントニオ・レジェスがレアル・マドリードに移籍。29試合に出場しながら21得点の成績を残しているが、これはフォワードとしては最多の成績である。
不動のエースだったアンリがFCバルセロナに移籍した2007-08シーズン、9月22日に対ダービー・カウンティFC戦でアーセナルでの初ハットトリックを決める順調な滑り出しだったが、その後の9月27日のウェストハム・ユナイテッドFC戦からはカップ戦を含めて8試合ノーゴールと伸び悩んだ。しかし11月12日のレディングFC戦で得点して以降はコンスタントにゴールを重ね、クリスティアーノ・ロナウド（マンチェスター・ユナイテッドFC）やフェルナンド・トーレス（リヴァプール）と得点王を争い、最終的にプレミア2位タイの24ゴールを記録した。
2008-09シーズンは負傷もありプレミアリーグでは27試合出場10得点の成績を挙げ、チャンピオンズリーグでは準々決勝のビジャレアルCF戦でバイシクルシュートを決めるなど5位タイの5ゴールを挙げ、アーセナルのベスト4入りに貢献した。同年トーゴの選手として初めてアフリカ年間最優秀選手賞に選出された。2009年7月19日、マンチェスター・シティFCへ移籍した。

### マンチェスター・シティ

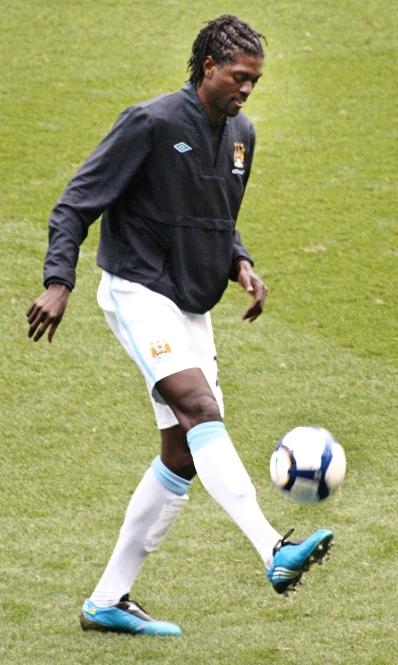
シティでのアデバヨール

シティでのデビュー戦となったブラックバーン・ローヴァーズFC戦で移籍後初得点を記録。9月12日の古巣アーセナル戦では決勝点を挙げた。
2010-11シーズンはカルロス・テベス、マリオ・バロテッリに次ぐFWの3番手となり、出場機会が減少。前半戦は8試合の出場と3得点に留まった。さらに冬の移籍市場でVfLヴォルフスブルクからエディン・ジェコを獲得。そのためアデバヨールは2011年1月25日に出場機会を求め、ゴンサロ・イグアインの負傷によりFWを探していたレアル・マドリードへ買取りオプション付きでレンタル移籍した。

### レアル・マドリード
1月30日のCAオサスナ戦に途中出場しレアル・マドリードでのデビューを果たすと、2月3日のセビージャFCとのコパ・デル・レイ準決勝2ndレグで移籍後初得点を記録。その週末のレアル・ソシエダ戦ではスペインでの初得点を挙げた。
しかし出場機会を得られず、最終節のUDアルメリア（この時最下位ですでに降格が決まっていた）戦でハットトリックを決めたものの14試合で8得点の成績を残し、シーズン終了後にシティに復帰した。

### トッテナム・ホットスパー
シティ復帰後もセルヒオ・アグエロの加入もあって控えFWという立場に変わりはなく、夏の北米ツアーにも帯同できなかった。出場機会を求めて2011年8月25日にトッテナム・ホットスパーFCへレンタル移籍。33試合で24得点の活躍を見せ、2012年8月21日に完全移籍が決まった。2012-13シーズンからは背番号を10に変更、チームの中心選手として活躍してきたが、2014-15シーズンに入り、ハリー・ケインの台頭で出場機会が減り、2015年9月13日にトッテナムとの契約を解消した。

### クリスタル・パレス
2016年1月26日、クリスタル・パレスFCに移籍した。

### イスタンブール・バシャクシェヒル
2017年1月31日、イスタンブール・バシャクシェヒルFKに移籍した。

## 代表経歴
2006年は、トーゴ代表として2つの国際大会、アフリカネイションズカップ2006と2006 FIFAワールドカップに臨んだ年でもあった。ワールドカップの予選ではチームのエースストライカーとして12試合に出場し11ゴールを上げ、同国のワールドカップ初出場に大きく貢献したが、アフリカネイションズカップではグループリーグで敗退した。新監督にオットー・フィスターを迎えて臨んだワールドカップでもチームはグループGを突破できず、アデバヨールもノーゴールのまま大会を去っている。
2010年4月12日、後述するアフリカネイションズカップ2010におけるトーゴ代表襲撃事件の経験からトーゴ代表での引退を表明した。
2011年3月23日にはアフリカネイションズカップ予選のマラウイ戦（3月26日）に向けてトーゴ代表に招集されたが、その後代表復帰を否定した。
同年11月10日、1年7か月ぶりにトーゴ代表に復帰することが発表された。

## 人物
- マンチェスター・シティ時代のチームメイトで、同じくアーセナルにも共に在籍した経験があるパトリック・ヴィエラを「兄弟のようで、父親のようでもある」と尊敬している[7]。
- アフリカネイションズカップ2010にトーゴ代表の主将として参加予定だったが、1月8日にチームのバスが開催地のアンゴラのカビンダで反政府ゲリラ組織 (FLEC) にマシンガンで銃撃され、同チームのコーチと広報担当の2名が死亡、選手2名を含む数名が負傷した。同乗していたアデバヨールは無傷であったが、バスが止められ30分間銃撃されたこと、自分達が必死で座席の下に隠れたこと、仲間の1人が泣き叫び死んでいったこと、できたのは神に「助けて下さい」と祈ることだけだったことなどを、証言している[8]。トーゴ代表はトーゴ政府の指示により1月10日に帰国。トーゴのスポーツ大臣は3日間喪に服してから大会へ参加できるように要請し、選手の中には試合日程の変更を希望する者もいたが、アフリカサッカー連盟 (CAF) は1月11日のガーナ戦に現れなかったトーゴ代表について失格処分を発表した。この処分について、アデバヨール本人は怒りのコメントを発している[9]。

## 代表歴

### 出場大会
- トーゴ代表
  - 2006 FIFAワールドカップ

### 試合数
- 国際Aマッチ 88試合 32得点（2000年-2019年）[10][11]

| トーゴ代表 | 国際Aマッチ | 国際Aマッチ |
| 年         | 出場        | 得点        |
| ---------- | ----------- | ----------- |
| 2000       | 5           | 0           |
| 2001       | 1           | 0           |
| 2002       | 3           | 1           |
| 2003       | 5           | 2           |
| 2004       | 5           | 4           |
| 2005       | 6           | 6           |
| 2006       | 8           | 0           |
| 2007       | 6           | 4           |
| 2008       | 6           | 5           |
| 2009       | 6           | 1           |
| 2010       | 0           | 0           |
| 2011       | 1           | 0           |
| 2012       | 4[注1]      | 3           |
| 2013       | 4           | 1           |
| 2014       | 6           | 2           |
| 2015       | 1           | 1           |
| 2016       | 8           | 0           |
| 2017       | 8           | 1           |
| 2018       | 4           | 0           |
| 2019       | 1           | 1           |
| 通算       | 88          | 32          |

[注1] トーゴサッカー連盟は2012年8月14日に行われたブルキナファソ代表戦を、国際Aマッチとして認めている。

## タイトル

### クラブ
アーセナルFC
- エミレーツ・カップ : 2007
- アムステルダム・トーナメント : 2007, 2008

レアル・マドリード
- コパ・デル・レイ 2010-11

### 個人
- BBCアフリカ年間最優秀サッカー選手賞 : 2007
- PFA年間ベストイレブン : 2007-08
- アフリカ年間最優秀選手賞 : 2008